# Качало Олег Миронович
Олег Миронович Качало (8 жовтня 1959, м. Мінськ, Білорусь — 19 вересня 2016, Україна) — український інженер-механік, дизайнер, винахідник. Кандидат у майстри спорту з автомоделювання. Брат Андрія Качала.

## Життєпис

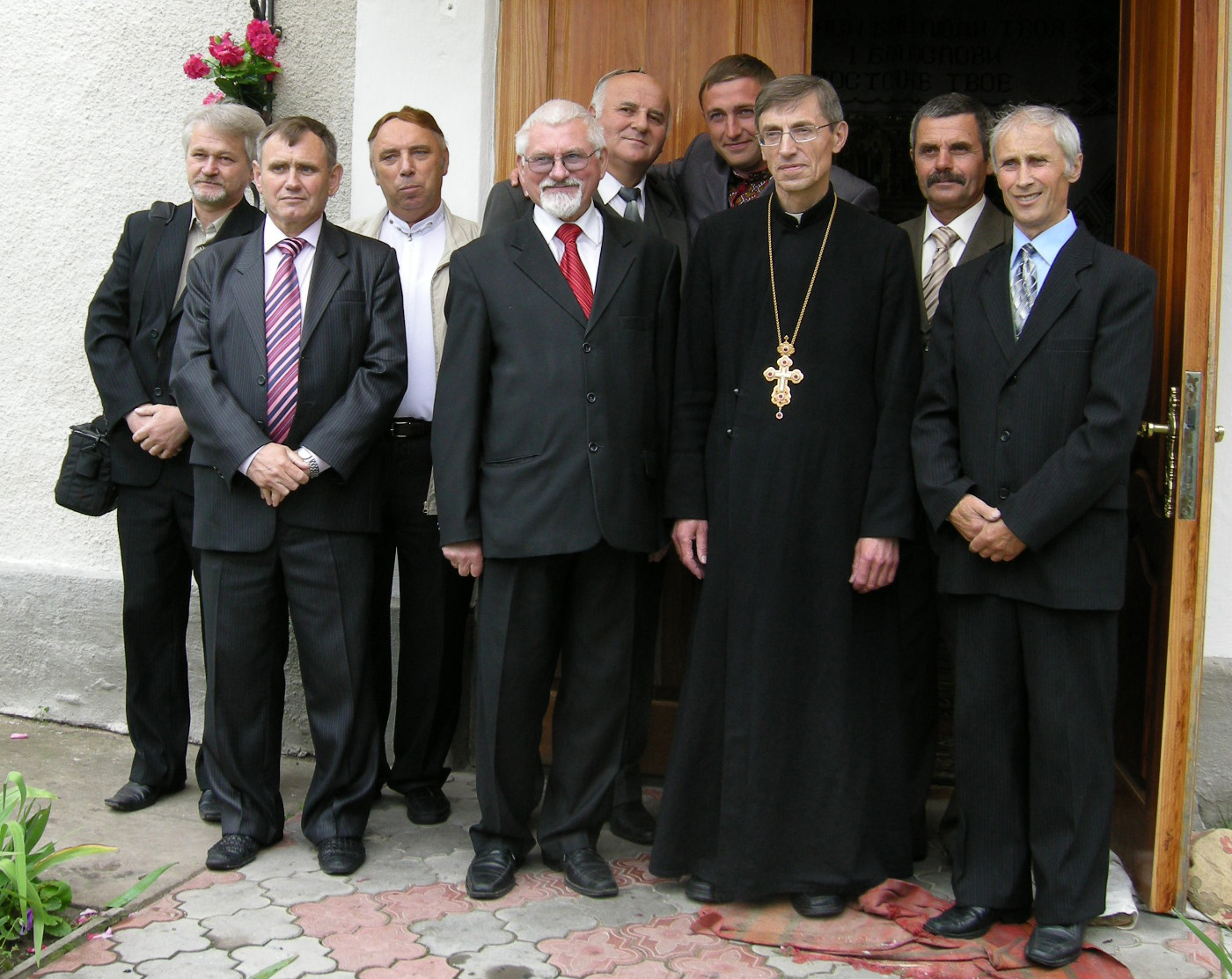
Олег Качало (крайній зліва) на ювілеї о. Ореста Глубіша в с. Івачів Горішній 21.06.2009

Від 1960 — в Тернополі. Закінчив СШ № 16 (1976), Тернопільський політехнічний інститут (1981, нині національний технічний університет).
З 11.07.1981 по 23.06.1983 служив у збройних силах у м. Воронежі.
З 1981 по 1996 — у ВО «Ватра»: інженер-конструктор, провідний конструктор, начальник дизайн-бюро (1990—1991). Від 1996 — підприємець.
Довголітній дизайнер і верстальник газети «Божий сіяч».
Помер 19 вересня 2016 року, похований у с. Байківці Тернопільського району.

## Доробок
Співавтор конструкцій освітлювальних приладів для об'єктів господарського комплексу України, зокрема
- люстри для приміщення Національного банку України (м. Київ),
- центральної люстри у «Промінвестбанку» (м. Донецьк),
- світлової системи в колишньому «Економбанку» (м. Рівне),
- настінних світильників для Національного палацу мистецтв «Україна» (м. Київ) та інших.

Як дизайнер брав участь у випуску книг
- «Симфонія Катедрального Собору. Минуле і сучасність» (1999; Тернопіль),
- «Під опікою Богородиці» (2003; Тернопіль),
- «Зарваниця» (1999—2004; Тернопіль) та інших.

Оформив ювілейне нотне видання Анатолія Горчинського «Троянди на пероні» (2000), книгу Богдана Новосядлого «Буцнів — село над Серетом» (1998), Євгена Савельєва «Міжнародна економіка» (2001; усі — Тернопіль).
Виготовив і оформив рекламну продукцію ансамблю народної музики «Веселі галичани» («Візерунок») й іншим колективам Тернопільської обласної філармонії, танцювальних ансамблів «Червона калина», «Посмішка», «Сонечко».
Має 12 свідоцтв (патентів) на промислові зразки освітлювальних приладів.